# Comuna Jejkowice
Jejkowice este o gmină (district administrativ) rurală în powiatul Rybnik, Voievodatul Silezia, din sudul Poloniei. Localitatea de reședință este satul Jejkowice, care se află la aproximativ 7 kilometri nord-vest de Rybnik și la 42 de kilometri sud-vest de capitala regională Katowice.
Gmina acoperă o suprafață de 7,59 kilometri pătrați și avea în 2006 o populație totală de 3.683 de locuitori. Ea are cea mai mică suprafață dintre toate gminele rurale ale Poloniei.

## Gmine învecinate
Gmina Jejkowice se învecinează cu orașele Rybnik și Rydułtowy și cu comuna Gaszowice.